# Liste der Internationalen Meister (Verleihung 1961)

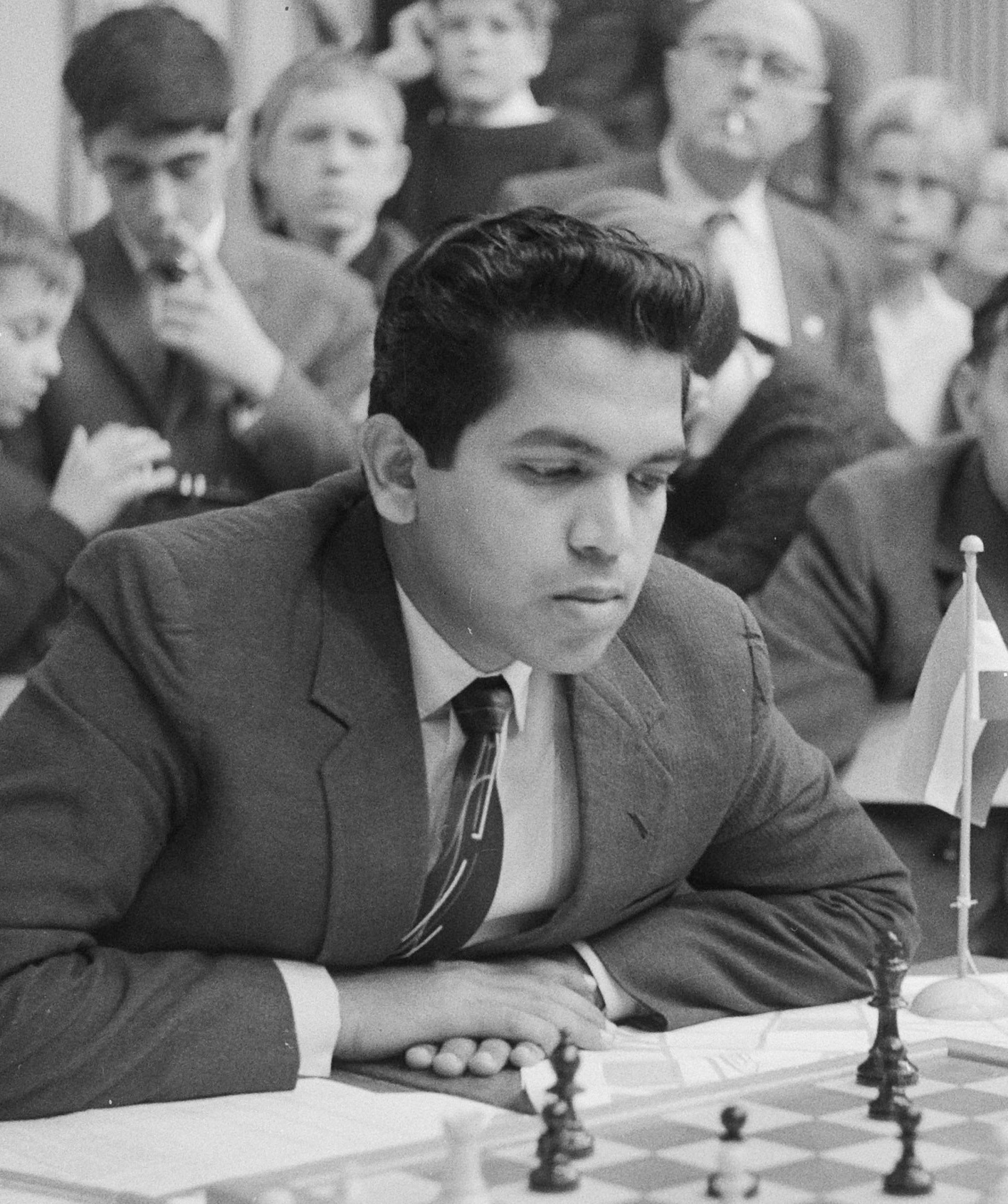
Manuel Aaron wurde 1961 als erster asiatischer Spieler zum Internationalen Meister ernannt.

Die Liste der Internationalen Meister des Jahres 1961 führt alle Schachspieler auf, die im Jahr 1961 vom Weltschachbund FIDE den Titel Internationaler Meister erhalten haben.
Im Dezember 2021 sind noch vier der damals 18 geehrten Spieler am Leben. Acht der 18 Spieler erreichten später den Großmeistertitel, weiteren zwei wurde später der Titel eines Ehren-Großmeisters verliehen.

## Legende
Die Tabelle enthält folgende Angaben:
- Name: Nennt den Namen des Spielers.
- Land: Nennt das Land, für das der Spieler 1961 spielberechtigt war.
- Lebensdaten: Nennt das Geburtsjahr und gegebenenfalls das Sterbejahr des Spielers.
- GM: Gibt für Spieler, die später zum Großmeister ernannt wurden, das Jahr der Verleihung an.
- HGM: Gibt für Spieler, die später zum Ehren-Großmeister ernannt wurden, das Jahr der Verleihung an.
- weitere Verbände: Gibt für Spieler, die früher oder später für mindestens einen anderen Verband spielberechtigt waren, diese Verbände mit den Zeiträumen der Spielberechtigung (sofern bekannt) an. Wechsel zu einem Nachfolgestaat sind nur berücksichtigt, wenn der Spieler zu diesem Zeitpunkt noch schachlich aktiv war.

## Liste
| Name               | Land                            | Lebensdaten | GM   | HGM  | weitere Verbände                                      |
| ------------------ | ------------------------------- | ----------- | ---- | ---- | ----------------------------------------------------- |
| Manuel Aaron       | Indien                          | 1935        |      |      |                                                       |
| Dragoljub Ćirić    | Jugoslawien                     | 1935–2014   | 1965 |      | Serbien und Montenegro (2003–2006), Serbien (ab 2006) |
| Dolfi Drimer       | Rumänien                        | 1934–2014   |      |      |                                                       |
| Theodor Ghițescu   | Rumänien                        | 1934–2008   |      | 1986 |                                                       |
| Ervin Haág         | Ungarn                          | 1933–2018   |      |      |                                                       |
| Svein Johannessen  | Norwegen                        | 1937–2007   |      |      |                                                       |
| Dieter Keller      | Schweiz                         | 1936        |      |      |                                                       |
| Heinz Lehmann      | Bundesrepublik Deutschland      | 1921–1995   |      | 1992 |                                                       |
| Milan Matulović    | Jugoslawien                     | 1935–2013   | 1965 |      | Serbien und Montenegro (2003–2006), Serbien (ab 2006) |
| Bruno Parma        | Jugoslawien                     | 1941        | 1963 |      |                                                       |
| Jonathan Penrose   | England                         | 1933–2021   | 1993 |      |                                                       |
| Wolfgang Pietzsch  | Deutsche Demokratische Republik | 1930–1996   | 1966 |      |                                                       |
| Lew Polugajewski   | Sowjetunion                     | 1934–1995   | 1962 |      | Russland (ab 1992)                                    |
| Samuel Schweber    | Argentinien                     | 1936–2017   |      |      |                                                       |
| Leonid Stein       | Sowjetunion                     | 1934–1973   | 1962 |      |                                                       |
| Alexei Suetin      | Sowjetunion                     | 1926–2001   | 1965 |      | Russland (ab 1992)                                    |
| Maximilián Ujtelky | Tschechoslowakei                | 1915–1979   |      |      |                                                       |
| Raymond Weinstein  | Vereinigte Staaten              | 1941        |      |      |                                                       |